# Mark Feehily
 Der er for få eller ingen kildehenvisninger i denne artikel, hvilket er et problem. Du kan hjælpe ved at angive troværdige kilder til de påstande, som fremføres i artiklen.

Marcus Michael Patrick Feehily (født 28. maj 1980 i Sligo, Irland) er forsanger i boybandet Westlife.
Feehily har været med i bandet siden starten. Han var sammen med Kian Egan og Shane Filan med til at danne Westlife, hvor senere Nicky Byrne og Brian McFadden kom med. Man har i mange år troet at Mark var til piger, men i 2005 sprang han ud som homoseksuel i et interview med den britiske tabloidavis The Sun. Han dannede par med Kevin McDaid i syv år, men de gik fra hinanden i slutningen af 2011.